# 朝鮮の仏教

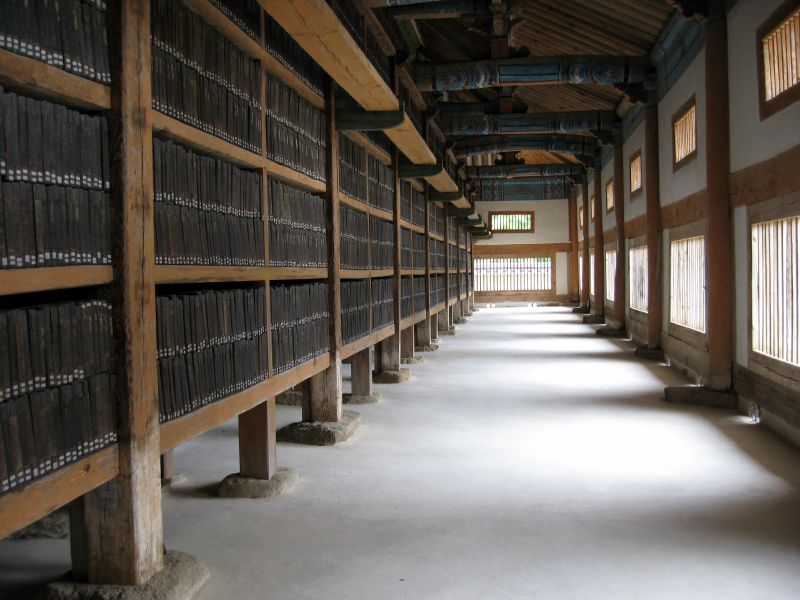
佛教を護法した高麗朝時代（918年-1392年）に製作された高麗八万大蔵経の版木

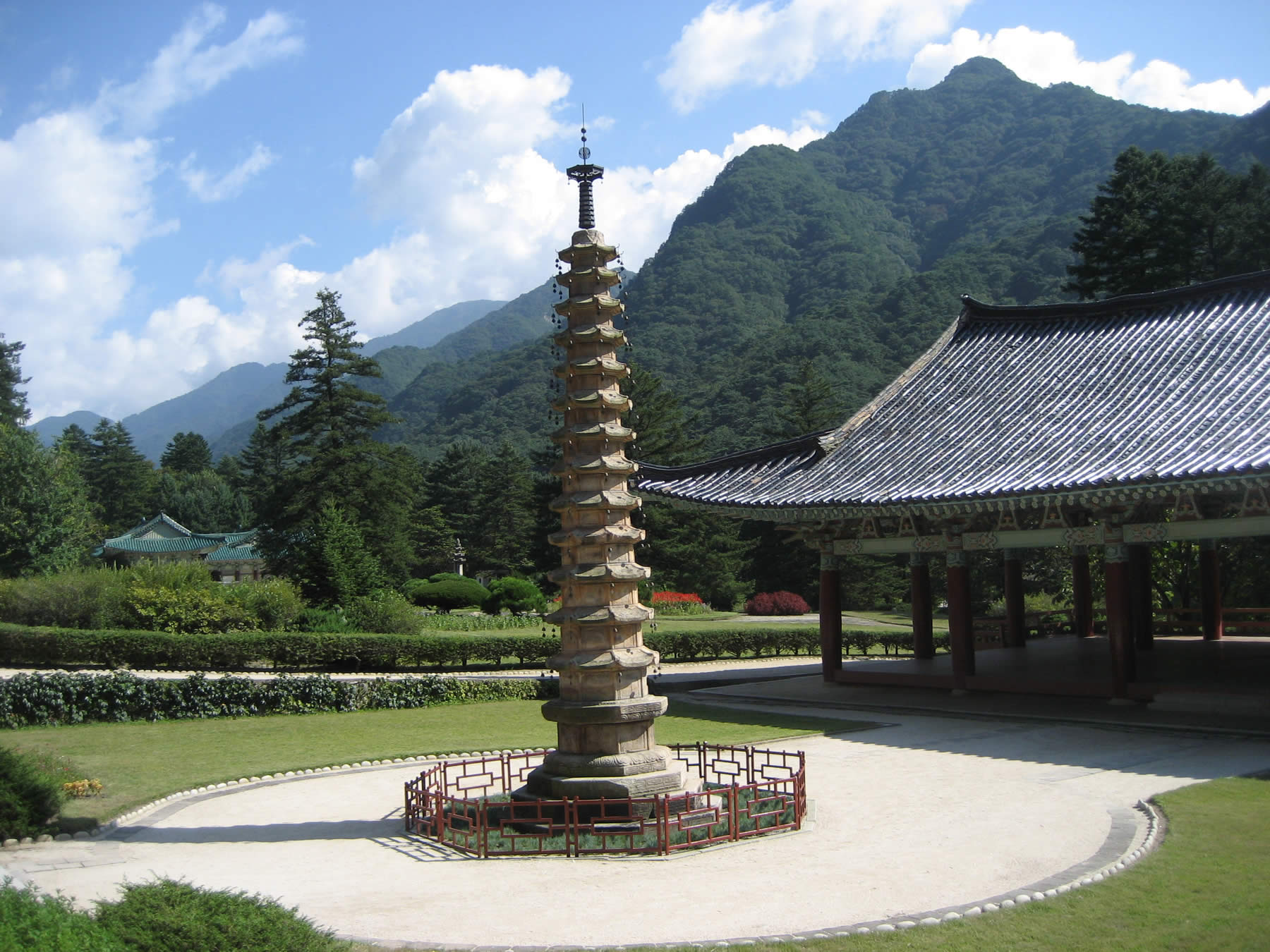
高麗朝時代（918年-1392年）の968年に開山した普賢寺の境内に存在する八角十三層石塔

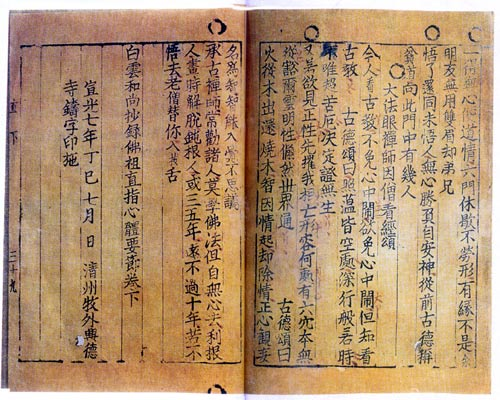
高麗朝時代（918年-1392年）の1372年に白雲和尚景閑が著した禅の註釈書『直指心体要節』

朝鮮の仏教（ちょうせんのぶっきょう）は、朝鮮半島周辺に展開し、特に華厳教学と禅の受容と展開について独自の特徴を持つ、現在でも同地で盛んな仏教の総称。

## 特徴
朝鮮半島に展開された仏教の独自性については、多くの議論がある。たとえば鎌田茂雄は「思想的には様々な教学を融合させて一つにする綜合仏教であり、信仰としては仏教以外の道教や風水信仰、巫覡信仰などが結合した複合的な信仰である」と述べている。

## 歴史

### 三国時代の初期仏教
朝鮮半島への仏教の伝来は、4世紀後半に魏晋南北朝時代の中国から、様々な経路を経て高句麗・百済・新羅に伝搬した。『三国遺事』『三国史記』によると、仏教は胡人の僧阿道の手により高句麗と新羅にもたらされた。
高句麗へは372年（小獣林王2年）に、前秦王苻堅が胡人の僧順道を派遣したことが初伝であり、この時期には般若系の思想や格義仏教が伝わっている。また、高句麗から中国に留学した僧郎は、梁の武帝の下で三論宗の基礎を築いた。
百済へは384年（枕流王元年）に東晋から摩羅難陀が来訪したことが初伝となる。5世紀にはインドへ留学した謙益が『阿毘曇蔵』と『五分律』を持ち帰り、律の研究が進んだ。また、南岳慧思から学んだ玄光による法華信仰や、弥勒信仰が行われた。
新羅への伝搬は諸説あるが、528年（法興王14年）に、高句麗からもたらされた仏教の受容を訴えた異次頓の殉教を経て公認されたという説が有力である。
五胡十六国時代から南北朝時代の中国から伝えられ、これら三国においてはその後の律令制度の整備に伴い、国家建設の理念としての役割を果たすようになった点が特徴的である。特に新羅においては、護国仏教としての性格が強いのが特徴で、唐の侵攻に対し先頭に立って人民に徹底抗戦を促して、新羅の朝鮮半島統一に大きな影響を与えた。この時代の仏教は、三論宗、律宗、涅槃宗がまず伝わり、次に円融宗、華厳宗、法性宗が伝わった。この他、主なものに法相宗、小乗宗、海東宗、神印宗などがあった。
三国時代の末期から統一新羅の初頭にあたる7世紀は、東アジア全域での仏教の最盛期であり、僧侶の往来も盛んに行われ、朝鮮からも多くの学僧を輩出した。円測（613年 -696年）は627年に入唐し、玄奘に師事して唯識学を学んだ。円測は帰国せず唐で没したが、唯識学の学統を築いた。元暁（617年 -686年）は、『十門和諍論』の中で仏法は一観であり、説けば十門となる。百種類の異論を調和させて、一味の法海に至るようにする（和百家之異諍 歸一味之法海)と、根本的な唯一の仏法を「和諍」の思想から世に提示した。また、海東華厳の祖と言われる義湘（625年 -702年）は、唐の智儼の下で学び、帰国後に華厳宗の根本道場となる浮石寺を建立し、統一新羅を支える国家仏教を確立した。
6世紀の中ごろ、百済を経由して日本にもたらされた仏教も、「インド仏教」そのままのものではなく、中国において再構成された「中国仏教」であったことは、百済から日本の天皇に送られた「仏像・経巻」が、金銅仏であり、漢訳仏典であることに注意すれば、これ以上の多言を要さない。

### 統一新羅時代
統一新羅の時代にも中国に渡る僧は続き、末期にかけて唐から禅が伝来した。特に新羅第40代の哀荘王の時代（808年）には、法朗が禅宗四祖道信の教えを伝え、813年（憲康王5年）には、曹渓南禅系の馬祖道一の門下である智道の教えを道義が伝えた。その後も同様に、洪陟・円鑑玄昱・忍寂恵哲・通暁梵日・大朗慧無染・哲鑑道允・真徹利厳らが、曹渓南禅系の教えを伝え、九山禅門が成立した。

### 高麗時代
後三国時代を経て、朝鮮半島には高麗王朝が成立した。高麗時代の朝鮮半島の仏教はシャーマニズムや道教のような自然信仰の仏教に変化した。高麗王朝によって鎮護国家の法として仏教が重視されて王都の興王寺など多数の寺院が造営されるなど仏教が保護された。国王や両班の参列の下に燃灯会や八関会などの仏教儀式が盛んに行われた。しかし、新しく伝えられた禅宗と、従来から存在する教宗は、次第に対立する様相も呈した。
これを憂えた義天は、宋に入って慈弁から天台の教えを受けて帰国し、依教禅を説いて、天台と華厳の教学によって禅を包摂する禅教融摂運動を起こした。義天の教えは天台宗として引き継がれ、高麗の王室をはじめとした上流階級に支持された。これに対して、義天の半世紀後に知訥は、禅によって天台・華厳などの教学を包摂する教えを説いた。教えによって仏門に入り、その後に言葉を離れて参禅するという知訥の教えは、曹渓宗として引き継がれ、一般民衆の間に浸透していった。
これらの努力により高麗時代には、禅とともに教学も同等に重視する教義が中心となって続いた。今に伝わる高麗八万大蔵経が編纂されたのもこの頃で、モンゴル帝国の侵攻により危機感を抱いた天台宗およびそれを支持する上流階級が主に事業を推進した。一方、曹渓宗の僧侶は山に入り、参禅と学習にいそしむようになった。
高麗中期以降、仏教界はこの天台宗と曹渓宗が主流となっていたが、権力と結びついていた天台宗は次第に堕落し、徐々に上流階級からも批判されるようになって、李氏朝鮮時代の排仏運動と儒教の隆盛につながっていく。

### 李氏朝鮮時代の仏教弾圧
李氏朝鮮時代に入ると、一転して儒教が国教となったため、仏教は徹底的に弾圧された。初期には王族の保護を受けたが、士林派の集権で弾圧が強化された。僧は都の漢陽に入ることを禁止された上、賎民階級に身分を落とされた。また、全国に1万以上もあった寺院は242寺に限定され、その他の寺院は所有地と奴卑を没収され、また多くが破壊された。さらに、第3代太宗の時代の1407年（太宗7年）には、12宗が7宗88寺院（曹渓宗・天台宗・摠南宗・華厳宗・慈恩宗・中神宗・始興宗）に、次の世宗の治世（世宗6年・1424年）にはその7宗派も曹渓宗・天台宗・摠南宗を統合して禅宗、華厳宗・慈恩宗・中神宗・始興宗を統合して教宗と、2宗派にまとめられた。88の寺院は、禅宗18寺院・教宗18寺院の計36寺院を残し廃寺となり、この時期に朝鮮半島の仏教は著しく衰退した。
- 太宗7年の弾圧の際、存続できた88寺院
  - 曹渓宗24寺
梁州通度寺・松生雙巖寺・昌寧蓮花寺・砥平菩提岬寺・義城氷山寺・永州鼎覺寺・彦陽石南寺・義興麟角寺・長興迦智寺・樂安澄光寺・谷城桐裏寺・減陰靈覺寺・軍威法住寺・基川淨林寺・靈巖道岬寺・永春德泉寺・南陽弘法寺・仁同嘉林寺・山陰地谷寺・沃州智勒寺・耽津萬德寺・靑陽長谷寺・稷山天興寺・安城石南寺
  - 天台宗 17寺
忠州嚴正寺・草溪白巖寺・泰山興龍寺・定山雞鳳寺・永平白雲寺・廣州靑溪寺・寧海雨長寺・大丘龍泉寺・道康無爲寺・雲峰原水寺・大興松林寺・文化區業寺・金山眞興寺・務安大崛寺・長沙禪雲寺・堤州長樂寺・龍駒瑞峰寺
  - 華嚴宗 11寺
長興金藏寺・密陽嚴光寺・原州法泉寺・淸州原興寺・義昌熊神寺・江華栴香寺・襄州成佛寺・安邊毗沙寺・順天香林寺・淸道七葉寺・新寧功德寺
  - 慈恩宗 17寺
僧嶺觀音寺・楊州神穴寺・開寧獅子寺・楊根白巖寺・藍浦聖住寺・林州普光寺・宜寧熊仁寺・河東陽景寺・綾城公林寺・鳳州成佛寺・驪興神異寺・金海甘露寺・善州原興寺・咸陽嚴川寺・水原彰聖寺・晋州法輪寺・光州鎭國寺
  - 中神宗 8寺
任實珍丘寺・咸豐君尼寺・牙州桐林寺・淸州菩慶寺・奉化太子寺・固城法泉寺・白州見佛寺・益州彌勒寺
  - 摠南宗 8寺
江陰天神寺・臨津昌和寺・三陟三和寺・和順萬淵寺・羅州普光寺・昌平瑞峯寺・麟蹄玄高寺・雞林天王寺
  - 始興宗 3寺
漣州五峯寺・連豐霞居寺・高興寂照寺

- 世宗6年の弾圧の際、存続できた36寺院
  - 禅宗の18寺院
興天寺（禅宗の本山）・崇孝寺・演福寺・観音堀（開城）・僧伽寺（京畿楊州）・開慶寺・檜巖寺・津寬寺・大慈菴（高陽）・鷄龍寺（忠淸道公州）・斷俗寺（慶尙道晋州）・祗林寺（慶州）・華厳寺（全羅道求禮）・興龍寺（泰仁）・楡岾寺（江原道高城）・覺林寺（原州）・亭谷寺（黄海道殷栗）・釋王寺（咸吉道安邊）
  - 教宗の18寺院
興德寺（教宗の本山）・廣明寺・神巖寺・甘露寺（開城）・衍慶寺（京畿海豐）・靈通寺（松林）・藏義寺（楊州）・逍遙寺・俗離寺（忠淸道報恩）・寶蓮寺（忠州）・見巖寺（慶尚道巨濟）・海印寺（陜川）・瑞峯寺（全羅道昌平）・景福寺（全州）・表訓寺（江原道淮陽）・月精寺（黄海道文化縣）・神光寺（海州）・永明寺（平安道平壤）

成宗（在位1469年 - 1494年）・燕山君（在位1494年 - 1506年）・中宗（在位1506年 - 1544年）の時代、仏教はさらに壊滅的打撃を受けた。成宗は1492年、僧侶の度牒制度と出家を禁止した。燕山君は2宗派の本山である興天寺（禅宗の本山）と興徳寺（教宗の本山）を1504年に廃寺にし、そのほかの寺院も遊興施設にかえた。中宗は1507年に科挙の僧科を廃止し、また仏像を破壊させた。
中宗の死後、幼少の明宗が即位し、文定王后が政治を補佐すると、破仏政策に強い不満を持っていた王后は仏法中興を図った。1551年（明宗6年）には既に廃止されていた禅教の2宗を復旧させ、僧侶の資格試験に当たる僧科も復活させた。僧科からは、『禅家亀鑑』などを著した清虚休静らの優秀な僧侶が輩出した。李氏朝鮮時代に全体的には仏教は弾圧されたが、完全に破壊されるには至らず、また民衆信仰としても保存された。

### 近代
朝鮮王朝の末期になると、近代化の動きの中で仏教への圧迫も弱まった。朝鮮の僧侶たちは日本や中国などの僧侶とも交流しながら、仏教の復興に取り組んだ。日韓併合以降は、日本統治の影響により妻帯する僧侶も現れた。日韓併合期の仏教界はキリスト教界に対して親日的であったため独立後問題視されることになる。

### 現代
大韓民国（韓国）では、日本支配に協力してきた経緯により親日派と目され、李承晩大統領は親日宗教という名目で仏教の抑制に動き、日本によって制定された寺院統制規則である寺刹令などを全面的に廃止して、新しい朝鮮仏教の教憲を決議した。また妻帯僧の追放と寺院の生活を正す運動（浄化運動）が展開し、1954年には李承晩大統領による「妻帯僧は寺刹より退去せよ」との談話を契機に、妻帯僧、非妻帯僧の間で争いが起こった。現代では非妻帯僧の宗派である曹渓宗が主流となり（韓国仏教寺院の8割以上を占める）、そこから分裂した妻帯僧の側は太古宗という宗派をつくっている。
抑制された仏教と対照的にナショナリズムを取り込む形でキリスト教徒が急増し、キリスト教過激派による廃仏運動も発生している。2015年に行われた韓国統計庁の社会統計調査によると韓国は総人口の27.6%がクリスチャンであり、仏教徒は15.5%に留まる。仏教徒は古都慶州がある慶尚道など新羅王朝の領土だった地域に多い。
創価学会、霊友会、立正佼成会、真如苑など、主に日本発祥の仏教系の新宗教の拠点も韓国内に存在する。一説には、日本から朝鮮半島に帰国した在日韓国人の信者達の影響があるともいわれている。
朝鮮民主主義人民共和国（北朝鮮）では共産化に伴い宗教自体が大幅に抑制されている。妙香山の普賢寺など仏教施設があり、朝鮮民主主義人民共和国社会主義憲法には信教の自由の保障が明記されているが、実際に国民に信教の自由が保障されているかは極めて疑わしい。

## 宗団
韓国では、宗派のことを「宗団（종단）」と呼び、宗派名は日本の宗派と同じように各名称の末尾に「宗」を付ける。また、仏教宗団の連合体である「韓国仏教宗団協議会」があり、これらに所属する仏教宗団が伝統仏教と認識されている。以下に主なものを挙げる。

### 大乗仏教宗団
- 曹渓宗（조계종）
- 天台宗（천태종）
- 華厳宗（화엄종）
- 太古宗（태고종）
- 観音宗（관음종）
- 元暁宗（원효종）

### 密教宗団
- 真覚宗（진각종）
- 神邙宗（真言宗）－明朗大師

なお、韓国には円仏教などの仏教系新宗教が存在し、立正佼成会、真如苑、創価学会、霊友会の拠点が存在する。

## 日本での朝鮮の仏教
日本の各地で在日韓国人の為コリアンタウンの近くに朝鮮の仏教の寺院（朝鮮寺）がある。
- 韓国観音寺　－　大阪府大阪市生野区桃谷にある日本最大の韓国仏教の寺でコリアンタウンの近くにあり、正式名は「宗教法人・民衆佛教観音寺」。